# Хатаєвич Мендель Маркович
Ме́ндель Ма́ркович Хатає́вич (10 [22] березня 1893, Гомель, Гомельська губернія, Російська імперія  — 30 жовтня 1937, Москва, СРСР) — радянський партійний і державний діяч єврейського походження. Один з організаторів Голодомору 1932-1933 років. Член Центральної контрольної комісії ВКП(б) (1925–1927). Кандидат в члени ЦК ВКП(б) (1927–1930). Член ЦК ВКП(б) (1930–1937). Член ЦК КП(б)У (жовтень 1932 — серпень 1937). Член Оргбюро ЦК КП(б)У (жовтень 1932 — січень 1934, березень — серпень 1937). Член Політбюро ЦК КП(б)У (жовтень 1932 — серпень 1937).

## Біографія
Народився 10 (22) березня 1893 року в родині дрібного єврейського торговця в Гомелі, тепер Гомельської області, Республіка Білорусь. Здобув початкову освіту, закінчивши в 1906 році єврейську школу хедер. Склав іспити за третій клас приватної гімназії.
У жовтні 1906 — серпні 1910 року — посильний гасового складу в Гомелі. У серпні 1910 — жовтні 1911 року — експедитор газетної експедиції, у жовтні 1911 — вересні 1912 року — продавець в газетному кіоску в Гомелі. У вересні 1912 — грудні 1913 року — учень-помічник зубного техніка в Гомелі.
Член РСДРП(б) з липня 1913 року.
У січні — серпні 1914 року — політв'язень Гомельської в'язниці. У серпні 1914 — березні 1917 року — у засланні на поселенні в Приангарському краї та в селі Маклаково Єнисейської губернії.
У березні 1917 — січні 1918 року — заступник голови Поліського комітету РСДРП(б) у Гомелі, член Південно-Західного обласного комітету РСДРП(б), член Президії Гомельської Ради, заступник голови Гомельського міського комітету РСДРП(б).
У січні — червні 1918 року — голова Самарського міського комітету РКП(б), член Президії, завідувач організаційного, агітаційно-пропагандистського відділів Самарського губернського комітету РКП(б). Після зайняття міста Самари чеськими військами у червні 1918 року поранений і заарештований. У листопаді 1918 року звільнений Червоною армією.
У листопаді 1918 — серпні 1919 року — голова Гомельського повітового комітету РКП(б). У липні 1919 — травні 1920 року — завідувач агітаційно-організаційного відділу Самарського міського комітету РКП(б), відповідальний організатор 1-го Самарського міського районного комітету РКП(б), голова Самарського міського комітету РКП(б).
У травні 1920 року в числі інших комуністів мобілізований на Західний фронт начальником політвідділу 21-ї стрілецької дивізії 4-ї армії РСЧА. У липні — грудні 1920 року — член Військово-революційного комітету РСР Білорусії.
У грудні 1920 — травні 1921 року — на керівній партійній роботі в Самарському міському та губернському комітетах РКП(б).
У травні 1921 — вересні 1923 року — відповідальний секретар Гомельського губернського комітету КП(б) Білорусії.
У вересні 1923 — червні 1924 року — відповідальний секретар Одеського губернського комітету КП(б)У, член ВУЦВК. У червні 1924 — грудні 1925 року — заступник завідувача організаційно-розподільного відділу ЦК ВКП(б) у Москві.
У грудні 1925 — червні 1928 року — відповідальний секретар Татарського обласного комітету ВКП(б).
У травні — серпні 1928 року — відповідальний секретар Організаційного бюро ЦК ВКП(б) по Середньо-Волзькій області РРФСР. У серпні 1928 — жовтні 1932 року — відповідальний (1-й) секретар Середньо-Волзького обласного комітету ВКП(б) у місті Самарі.
12 жовтня 1932 — 29 січня 1933 року — 2-й секретар ЦК КП(б)У. Наприкінці жовтня 1932 року призначений відповідальним за виконання хлібозаготівель в Харківській області.
29 січня 1933 — 18 січня 1934 року — секретар ЦК КП(б)У.
Одночасно, у лютому 1933 — березні 1937 року — 1-й секретар Дніпропетровського обласного комітету КП(б)У. Вже у січні 1934 року в Дніпропетровській області почався свого роду «регіональний культ особи». Ім'ям «товариша Хатаєвича» стали назвати підприємства, колгоспи, установи, вулиці, парки тощо. Палац піонерів, відкритий у 1934 році в Дніпропетровську, і «центральний парк культури і відпочинку» (той, що зараз вже носить ім'я Лазаря Глоби). Навіть школярі присвячували боротьбу за найкращу успішність першому секретареві Хатаєвичу. Під гаслом «Хай живе наш вождь товариш Хатаєвич!» перший секретар все більше звикав до ролі «маленького регіонального вождя».
17 березня — 30 серпня 1937 року — 2-й секретар ЦК КП(б)У.
9 липня 1937 року заарештований. 29 жовтня 1937 року засуджений до страти по обвинуваченню в участі в контрреволюційній терористичній організації «правотроцкістського центру» в Україні, нібито діючого під керівництвом «Польської військової організації».
30 жовтня 1937 року розстріляний у Москві і похований на Донському кладовищі.
25 січня 1956 року реабілітований .
13 січня 2010 року Апеляційний суд міста Києва, здійснивши попередній розгляд кримінальної справи № 1-33/2010, порушеної Службою безпеки України за фактом вчинення геноциду в Україні в 1932–1933 роках за ознаками злочину, передбаченого ч. 1 ст. 442 КК України, відносно генерального секретаря Центрального комітету ВКП(б) Йосипа Сталіна (Джугашвілі), члена ЦК ВКП(б), голови Ради Народних Комісарів СРСР В'ячеслава Молотова (Скрябіна), секретарів ЦК ВКП(б) Лазаря Кагановича та Павла Постишева, члена ЦК ВКП(б), генерального секретаря ЦК КП(б)У Станіслава Косіора, члена ЦК ВКП(б), голови Ради народних комісарів УРСР Власа Чубаря та члена ЦК ВКП(б), другого секретаря ЦК КП(б)У Менделя Хатаєвича, постановив закрити кримінальну справу у зв'язку зі смертю обвинувачених.

## Висловлювання
1930 — «Місцева сільська влада потребує ін'єкції більшовицького заліза. Тому ми посилаємо вас… Викиньте свій буржуазний гуманізм через вікно і дійте, як більшовики… Ваше завдання… здобути зерно за будь-яку ціну…»
1933 — «Між селянами і нашою владою точиться жорстока боротьба. Це боротьба на смерть. Цей рік став випробуванням нашої сили і їхньої витривалості. Голод довів їм, хто тут господар. Він коштував мільйони життів, але колгоспна система існуватиме завжди. Ми виграли війну!» (Орест Субтельний, «Україна. Історія», Київ, 1993, С. 360. Сучасні українські історики ставлять під сумнів достовірність цього висловлювання, яке Орест Субтельний приписує Хатаєвичу. Уперше воно було опубліковано англійською мовою в спогадах Віктора Кравченка «Я обрав свободу», що вийшли друком у Великій Британії в 1947 році. Можливо, має місце неточний подвійний переклад з російської на англійську і з англійської на українську, у результаті чого слово куркулями (рос. кулаками) було перекладено як селянами.)

## Нагороди
- орден Леніна (20.12.1935)